# Реметалк III
Реметалк III (др.-греч. Ῥοιμητάλκης, лат. Roimitalkes; убит в 46 году) — последний царь Фракии в 37/38—46 годах из Сапейской династии, сын сапейского династа Котиса III, правителя Южной Фракии, и Антонии Трифены, правнучки триумвира Марка Антония.